# 穆罕默德·道蘭
穆罕默德·道蘭少將（1954年1月20日—）是阿富汗前軍官，也是阿富汗空軍前司令。2005年，他被國防部長阿卜杜勒·拉希姆·瓦爾達克和總司令比斯米拉·汗·穆罕默迪提拔至該職位。他的常駐地點是巴格拉姆空軍基地，該基地是阿富汗最大的空軍基地，也是該地區最大的空軍基地之一。阿富汗空軍新任司令阿曼努丁·曼蘇爾於2021年12月被任命。

## 個人生活
他出生於阿富汗卡比薩省尼吉拉布區，父親是鄉村學校教師，童年的大部分時間是在塔哈爾和卡比薩度過的。他是塔吉克族人。道蘭於1976年成為空軍飛行員，並且是1988年聯盟號TM-6號（第六艘載人太空船訪問蘇聯和平號太空站）被選中的兩名人員之一。阿卜杜勒·阿哈德·莫赫曼德取代了道蘭，成為他的第二次太空旅行，因為道蘭患有闌尾炎。道蘭已婚並育有六個孩子。

## 生涯
12歲時，道蘭和家人搬到了阿富汗首都喀布爾，以便就讀穆罕默德·查希爾·沙阿統治下的喀布爾軍事學院。 18歲時，道蘭決定從事軍用航空，因此畢業後不久就進入了阿富汗空軍飛行學校，當時的正式名稱為阿富汗皇家空軍。一年後，他被送往吉爾吉斯蘇維埃社會主義共和國的伏龍芝飛行學校（現比什凱克），在那裡他開始使用雅克-18和L-29海豚飛機練習飛行技能。
關於他在阿富汗共和國管轄下的阿富汗空軍服役的詳細信息尚不清楚，但1976年，穆罕默德·道蘭憑藉出色的飛行能力，成為巴格拉姆機場第322空軍團精銳部隊的米格-21戰鬥機飛行員技能和指揮他人的能力。他曾擔任飛行指揮官，後來成為中隊指揮官。
在阿富汗空軍最強大的阿富汗民主共和國時期，他於1984年在空軍學院基輔分校（該學院以蘇聯太空人尤里·加加林的名字命名）參加了高級指揮官課程。道蘭被選為聯盟TM-6太空任務的候選人，與阿富汗民主共和國第一位英雄謝爾·扎明等其他候選人一起。自1988年2月起，他在再次以尤里·加加林命名的訓練中心接受了太空飛行訓練，但儘管道蘭接受過訓練、他在阿富汗人民民主黨的關係以及過去在空軍服役期間的卓越表現，他仍將被調離由於道蘭患有闌尾炎，阿卜杜勒·阿哈德·莫赫曼德將被任命為替補職位，將被選去執行太空任務。道蘭繼續在第322空軍團服役，儘管他因涉嫌參與1990年阿富汗針對總統納吉布拉的政變而被捕，與他最親密的朋友阿卜杜勒·瓦哈卜·瓦爾達克一起被逮捕。瓦哈卜後來被釋放並加入了國民軍，而道蘭則加入了伊斯蘭促進會。 1994年，道蘭和瓦哈卜雙雙打架。